# 俄亥俄城 (科羅拉多州)
俄亥俄城（英語：Ohio City）是位於美國科羅拉多州甘尼森縣的一個非建制地區。該地的面積和人口皆未知。

## 地理
俄亥俄城的座標為38°34′04″N 106°34′32″W / 38.56778°N 106.57556°W，而該地的平均海拔高度為2612米（即8570英尺）。